# Wakacje z duchami (serial telewizyjny)
Wakacje z duchami – polski czarno-biały serial telewizyjny dla młodzieży, zrealizowany na podstawie powieści pod tym samym tytułem autorstwa Adama Bahdaja, po raz pierwszy wyemitowany w 1971.

## Fabuła
Trójka chłopców spędza wakacje u ciotki w leśniczówce, w pobliżu starego zamku. W zamku ponoć straszy, więc bohaterowie opowieści postanawiają to zbadać, zwłaszcza że w okolicy kręcą się różni podejrzani osobnicy, a na wakacje do cioci właśnie przyjechała dziewczyna (Jola „Dziewiątka”). Wkrótce bohaterowie wykrywają spiski i zmowy, o których informują komendanta MO. Mają wiele przygód i kłopotów na drodze do rozwiązania zagadek.

## Dodatkowe informacje
Pseudonimy chłopców różnią się od książkowych pierwowzorów, „Paragona” zastąpił „Pikador”, zaś „Mandżaro” – „Mandaryn”.
Serial był kręcony na zamku w Niedzicy oraz w Krościenku nad Dunajcem.

## Obsada
- Henryk Gołębiewski − Maniuś „Pikador”
- Roman Mosior − „Perełka”
- Edward Dymek − „Mandaryn”
- Joanna Duchnowska − Jola „Dziewiątka”
- Zdzisław Mrożewski − profesor
- Zdzisław Maklakiewicz − Graf
- Janusz Gajos − „Antoniusz”, asystent profesora
- Józef Nowak − komendant MO
- Bolesław Płotnicki − Mielczarek, prezes GS-u
- Ryszard Pietruski − „Pikasiak”, zakonspirowany kapitan MO
- Gustaw Lutkiewicz − fotograf Hubert, członek bandy
- Roman Wilhelmi − Grzegorz Otowicz, naukowiec z Uniwersytetu Warszawskiego (głos: Bogusław Sochnacki)
- Teofila Koronkiewicz − Trociowa
- Wanda Łuczycka − Lichoniowa
- Aleksandra Zawieruszanka − wiolonczelistka, żona „niewidomego” organisty
- Józef Kostecki − Emil Pieterkiewicz, „niewidomy” organista, członek bandy
- Witold Dederko − przewodnik Miziak
- Kazimierz Fabisiak − Lichoń
- Teodor Gendera − major MO
- Marian Łącz − milicjant pilnujący zamku
- Wacław Kowalski − majster
- Jerzy Turek − robotnik Franek
- Henryk Hunko − robotnik
- Maria Homerska − matka „Dziewiątki”

## Spis odcinków
1. Na zamku straszy
2. Akcja „Stary Kalosz”
3. Człowiek w plastikowej zbroi
4. Tajemniczy przybysz
5. Tajemnica czarnego futerału
6. Dzień bez cudów
7. Strachy na lachy